# Carlos Bolado
Carlos Bolado (Veracruz, Mèxic, 1964) és un cineasta mexicà.
Va estudiar cinematografia (CUEC) i sociologia (Facultat de Ciències Polítiques i Socials), les dues en la mateixa casa d'estudis: la UNAM. Va treballar com a enginyer de so i com a editor en diverses pel·lícules. Després de realitzar diversos curtmetratges va debutar en el gènere de llargmetratge amb la pel·lícula Bajo California: El límite del tiempo, opera prima que li va portar nombrosos elogis tant de la crítica especialitzada com del públic en general i que ho va fer creditor a set Arieles, màxim reconeixement que atorga l'acadèmia de cinema a Mèxic.
Posteriorment va codirigir Promises (Promesas), que li va valer una nominació al Óscar com a millor documental.
En 2006 es va estrenar la seva pel·lícula Sólo Dios sabe, protagonitzada per Diego Luna i Alice Braga.
El 2012 es va estrenar Colosio: El asesinato, sobre l'assassinat, en 1994, del llavors candidat a la presidència pel Partit Revolucionari Institucional Luis Donaldo Colosio en 1994. La protagonitzaven José María Yazpik, Kate del Castillo, Daniel Giménez Cacho i Odiseo Bichir.

## Filmografia
Pel·lícules
- Laura (1986)
- Acariciándome frente al espejo (1986)
- Sentido contrario (1988)
- Golkobi (1990)
- Ritos (1993)
- Viejos (1994)
- Bajo California: El límite del tiempo (1998)
- Promises (Promesas) (2001)
- Solo Dios sabe (2006)
- River of Renewal (2008)
- Tlatelolco (2010)
- Colosio: El asesinato (2012)[6]
- Tlatelolco, verano del 68 (2013)
- Olvidados (2013)
- 3 Idiotas (2017)

Sèries
- Tres Milagros (2018)
- Estado de gracia (2010)